# Misanthrope (groupe)
Pour les articles homonymes, voir Misanthrope (homonymie).
Misanthrope est un groupe de metal extrême français, originaire de Livry-Gargan, en Seine-Saint-Denis. Les membres du groupe vivent actuellement entre Angers, Paris, Les Sables d'Olonne, et Toulouse. Aux croisements d'influences tant à la fois du doom metal, du death metal et du black metal, le groupe se décrit lui-même comme un combo de metal extrême, permettant ainsi d'intégrer dans cette définition le lyrisme dont il fait preuve, notamment à travers l'utilisation particulière des claviers de leurs débuts, rejoignant ainsi la mouvance du metal avant-gardiste[réf. nécessaire].

## Biographie

### Débuts et premiers albums (1988–1998)
Misanthrope est formé par Philippe Courtois de l'Argilière en hiver 1988 à Livry-Gargan, en Seine-Saint-Denis, d'abord sous la forme d'un trio dès mai 1989. Son nom s'inspire de l'œuvre éponyme de Molière. Particulièrement dans les premières heures de la formation, S.A.S de l'Argilière utilisait le prisme du personnage d'Alceste au sein ses compositions, lui permettant ainsi de mieux refléter sa vision pessimiste et misanthropique du monde et de la France contemporains.
Le groupe sort en 1991 un split CD intitulé Hater of Mankind, en partenariat avec le groupe chilien Torturer, ce dernier intitulant sa partie Kingdom of the Dark, après avoir enregistré deux démos. Leur premier album, Variation on Inductive Theories, sort chez la maison de production Holy Records en 1993, avec laquelle ils signent la même année. Il et suivi d'un opus en trois parties, Miracles:Totem Taboo, qui voit le jour en 1994. La formation apparaît dans de nombreux festivals et concerts, et participe aux albums hommages à Mercyful Fate (en septembre 1997), Paradise Lost (en mars 1998), Trust (en 2001), S.U.P (Spherical Unit Provided) et At the Gates avec des interprétations à chaque fois très personnelles.

### Dixième et quinzième années (1999–2004)

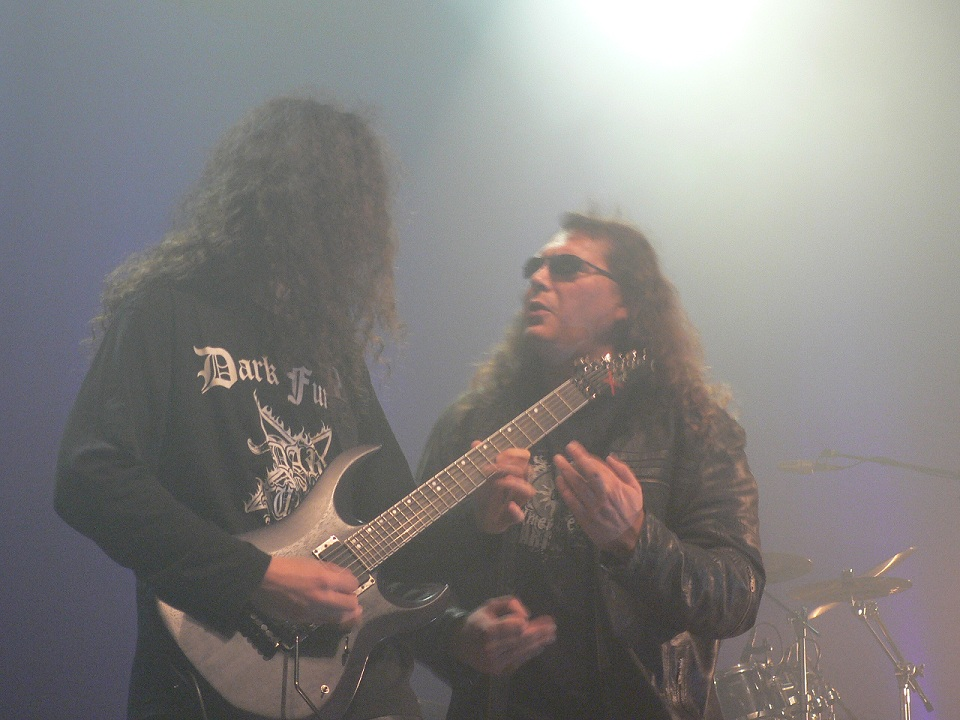
Misanthrope au Bikini, de Toulouse, le 3 novembre 2008.

En mai 1999, Misanthrope fête ses dix années d'existence, et sort à destination des fans un collector doté d'un triple-album limité à un tirage de 1 793 exemplaires (il faut y voir ici la symbolique avec l'année révolutionnaire, imagerie très présente dans l'esprit et la musique des membres). Connu sous l'appellation Recueil d'Écueils : Œuvres Interdites, il contient alors, pour le premier CD, des chutes de studio ainsi que des versions alternatives de titres précédemment enregistrés au profit d'albums antérieurs. Pour le deuxième CD, une prise pirate (bootleg) d'un concert exécuté en mai 1999. Enfin pour le troisième, une réédition de l'album Humiliations libertines de novembre 1998,.
Le batteur Gaël Féret rejoint la formation en 2001, puis le guitariste Anthony Scemama au cours de l'année 2002. Ils se font une place de choix au sein du groupe, inaugurant ainsi leur formation la plus stable et productive depuis son lancement. En 2002, sort le premier album de la formation parallèle de l'Argilère et Jean-Jacques Moréac, Argile, nommé The Monotonous Moment of a Monologue, exploitant ainsi le potentiel des genres doom et heavy death metal dont ces deux personnages firent déjà fait preuve auparavant[réf. nécessaire].
Le groupe fête ses 15 ans en 2004 avec la sortie du coffret Misanthro-thérapie, un cadeau fait aux mordus des quatre musiciens, selon les dires de S.A.S. de l'Argilière, édité à seulement 2 000 exemplaires. Une fois de plus cette œuvre, à l'instar du Recueil d'écueil, ne s'apparente pas à une compilation mais est le fruit d'un véritable travail musical. Il se décompose en deux CD et deux DVD. Le premier CD pouvant être considéré comme un nouvel album (mais non-disponible pour tous, du fait même du tirage limité), le second regroupant performances live et reprises de titres de groupes dont Misanthrope apprécie le travail, tels que Coroner, At the Gates, S.U.P et Trust. Le second est une compilation de prise live au cours de la tournée ayant suivi la sortie de Sadisitic Sex Daemon. Quant aux DVD, il s'agit de vidéos de concerts divers, de prises de sessions studios, tout cela entrecoupés d'entrevues avec les membres du groupe relatant l'histoire de cette formation, ses projets, son esprit ainsi que l'intégration des deux nouveaux membres, qu'ils étaient encore à l'époque, à savoir Gaël Féret et Anthony Scemama[réf. nécessaire].

### DeMétal hurlantàÆnigma Mystica(depuis 2005)
En septembre 2005 sort Métal hurlant, le huitième album du groupe, dont la version deluxe contient en bonus des titres inédits et des versions instrumentales du présent opus. En janvier 2008, Misanthrope sort son premier album-concept intitulé IrréméDIABLE. Les titres de ce neuvième album sont inspirés de la vie et l'œuvre du poète Charles Baudelaire. La version de luxe comprend un DVD regroupant le clip du titre Névrose, l'entière prise de vue du concert donné le 21 novembre 2006 à Achères, dans les Yvelines, ainsi que différents extraits de la tournée qui suit la sortie de Métal hurlant au cours de l'année 2006, et ce à travers l'Europe.
À la fin de 2012, le groupe présente un nouvel extrait de son prochain album. Après près de cinq ans de préparation, Ænigma Mystica sort en janvier 2013. Une édition deluxe en format digipack de l'album est également annoncé, avec un second CD proposant neuf titres chantés en anglais, deux versions inédites, ainsi qu'une version instrumentale et un DVD contenant un clip, huit titres live (dont deux morceaux issus du concert au Hellfest 2008), un titre caché et le making-of d'Ænigma Mystica. En août 2016, le groupe est annoncé en concert dans l'Est de la France, en novembre la même année.

## Style musical
Lors d'un entretien effectué en 2012, Philippe Courtois de l'Argilière explique être « complètement fasciné par le metal extrême, sa scène, sa culture, son imagerie, son authenticité et surtout sa musique... » Il explique s'être inspiré de groupes tels que Kreator, Morbid Angel, Possessed, Celtic Frost, Death, Metallica, Bathory, Wehrmacht, Coroner, Massacra, Running Wild, Sepultura, Obituary, Voivod, Mercyful Fate, Nuclear Assault, Megadeth et Sodom entre 1986 et 1988.

## Membres

### Membres actuels
- Philippe Courtois de l'Argilière - chant (également dans le groupe de doom metal Argile)
- Anthony Scemama - guitare, claviers (ex-Balrog)
- Jean-Jacques Moréac - basse, claviers (Argile, ex-Krakkbrain)
- Gaël Féret - batterie (Argile, Octavion, ex-Korum, ex-Balrog, ex-Lyzanxia, ex-Triple FX)

### Anciens membres
- Frank Paniez - guitare
- Xavier Boscher - guitare
- Jean-Baptiste Boitel - guitare
- Stephane Cros - guitare
- Charles-Henri Moréac (actuellement au sein de Krakkbrain) - guitare
- Sébastien Castelain - batterie
- David Barrault - batterie
- Olivier Gaubert (ex-Post Mortum, ex-Krakkbrain) - batterie
- Johansson Offhenstruh - batterie
- Alexis Phélipot (Droÿs, Warwick) - batterie
- David Barrault - basse
- Lionel Bolore - basse
- Sergio Gruz - claviers
- Alexandre Iskander (Elend) - claviers
- Benedicte Archipiade Albanhac (ex-Penumbra) - claviers                   * * *Jonathan Alonzo - guitare

## Discographie

### Albums studio
- 1993 : Variation on Inductive Theories
- 1995 : 1666... Théâtre bizarre
- 1997 : Visionnaire (réédité en 2005)
- 1998 : Libertine humiliations
- 2000 : Misanthrope immortel
- 2003 : Sadistic Sex Dæmon
- 2005 : Métal Hurlant
- 2008 : IrréméDIABLE
- 2013 : Ænigma Mystica
- 2017 : ΑXΩ (Alpha X Omega : Le Magistère de l'Abnégation)
- 2023 : Les Déclinistes

### Inédits, lives et reprises
- 1994 : Miracles... Totem Taboo
- 2000 : Recueil d'écueils: les épaves et autres œuvres interdites
- 2004 : Misanthro-thérapie (15 années d'analyse)
- 2020 : Bâtisseur de cathédrales : Les fissures de l'édifice

### Compilations
- 1994 : Le Roman noir
- 1995 : Rêve lézardé
- 1999 : La Druidesse du Gévaudan
- 2002 : Contemplation

### Albums hommages
- 1997: Doomed by the Living Dead (Tribute to Mercyful Fate)
- 1998: Forever (Shattered) Failure (Tribute to Paradise Lost)
- 1998 : As I Die (Paradise Lost)
- 2001 : Real Nature (A Vision of SUP Tribute de S.U.P)
- 2001 : In the Shadow of the Horns
- 2001 : L'Elite (Tribute to Trust)
- 2004 : Suicide Nation (Tribute to At The Gates)

### Démos
- 1989 : Inductive Theories
- 1990 : Crisis of Soul
- 1991 : Hater of Mankind (split CD avec Torturer)
- 1992 : Deus Puerilis